# Пентадипландра
Pentadiplandra brazzeana — вид цветковых растений, единственный в роду Пентадипландра (лат. Pentadiplandra) монотипного семейства Пентадипландровые (лат. Pentadiplandraceae).

## Ареал
Произрастает на территории Анголы, Демократической Республики Конго, Центральноафриканской Республики, Республики Конго, Камеруна, Габона и Нигерии.

## Ботаническое описание
Пентадипландра — древесное растение, растёт как кустарник или лиана. Листья простые, черешковые. Цветки в пазушных гроздях, состоящих из кистевидных соцветий с маленькими прицветниками. Есть 5 лепестков и 5 чашелистиков. Мужские цветки содержат 9-13 фертильных тычинок, а также рудиментарные женские органы. Женские цветки содержат 3-5 плодолистиков, слитых выше завязи, и 10 стаминодиев. В каждом пестике содержится 2 ряда по 5 яйцеклеток. Плод — односемянная ягода. Семена опушённые.

## История открытия
В 1985 году вид был переоткрыт Марселем и Анетт Хладик, антропологами из Парижского Национального Музея Природы, изучавшими пищевые привычки обезьян в Габоне. Они опубликовали в научных журналах результаты своих исследований, в которых сообщали о невероятной сладости плодов Pentadiplandra brazzeana, чем вызвали большой интерес к этому растению. Впоследствии из этих ягод были выделены 2 очень сладких протеина: пентадин (в 1989 году) и браззеин (в 1994 году).

## Использование
Плоды растения в течение долгого времени употреблялись населением Габона и Камеруна. Они очень сладки на вкус, и местные жители называют их «Oubli» (французское «забыть»), подразумевая, что ягоды помогают забыть ребёнку материнское молоко.